# NGC 505
NGC 505 este o galaxie lenticulară situată în constelația Peștii. A fost descoperită în 1 octombrie 1864 de către Albert Marth.